# Daisy (Géorgie)
Pour les articles homonymes, voir Daisy.
Daisy est une ville américaine située dans le comté d'Evans, en Géorgie. Selon le recensement de 2020, sa population est de 159 habitants.